# راسون (داکوتای شمالی)
راسون (به انگلیسی: Rawson) یک منطقهٔ مسکونی در ایالات متحده آمریکا است که در شهرستان مکنزی، داکوتای شمالی واقع شده‌است. راسون ۰٫۶ کیلومتر مربع مساحت و ۶ نفر جمعیت دارد و ۶۸۹ متر بالاتر از سطح دریا واقع شده‌است.